# Atrichopogon atromaculatus
Atrichopogon atromaculatus är en tvåvingeart som beskrevs av Maurice Emile Marie Goetghebuer 1933. Atrichopogon atromaculatus ingår i släktet Atrichopogon och familjen svidknott. Inga underarter finns listade i Catalogue of Life.